# Rebecca de Guarna
Rebecca Guarna (vers 1200), est une femme médecin et chirurgienne italienne, qui a également écrit plusieurs ouvrages de médecine. 
Elle est l'une des rares femmes médecins connues du Moyen Âge.

## Biographie
Elle est membre de la même famille que Romuald de Salerne, un célèbre homme d'église, médecin et historien du XIIe siècle. Comme lui, il est probable qu'elle soit née en Campanie, mais sa date de naissance exacte est inconnue. Il est supposé qu'elle soit née au début du XIIIe siècle.
Elle étudie à l'école de médecine de Salerne et appartient ainsi à la minorité d'autres étudiantes de cette école à cette époque. On peut l'associer à Torutla De Reggiero, Rebecca Guarna, Maria Incarnata, Constance Calenda et Abella Salernitana. Connues sous le nom des Femmes de Salerne, elles font partie ou fondent des dynasties médicales salernitaines comme les Platearius, les Cophon, les Ferrarius ou les Guarna.
Elle est membre de la même famille que Romuald de Salerne, un célèbre homme d'église, médecin et historien du XIIe siècle.

## Ouvrages & Publications
Elle est l'auteur des textes suivants : 
- De Urinis (De l'urine), qui concernait l'étude de la méthode de diagnostic de maladie par l'utilisation d'échantillon urinaire[1].
- De febribus (Des fièvres).
- De embrione (De l'embryon).

## Articles annexes
- Place des femmes en médecine